# محمد السيد سعيد
محمد السيد سعيد (28 يونيو 1950 - 10 أكتوبر 2009)، كاتب ومحلل سياسي مصري ولد في بورسعيد في 28 يونيو 1950. درس في كلية الاقتصاد والعلوم السياسية وشارك في مظاهرات الطلاب في 1968، وتخرج سنة 1973 فأدى الخدمة العسكرية وشارك في حرب 1973 وبعد أن أتم خدمته العسكرية في 1975 التحق بمركز الأهرام للدارسات السياسية والاستراتيجية. وكان هو المثقف الوحيد الذي ناقش الرئيس مبارك بشجاعة عن بعض الحقوق والحريات العامة واحترام الدستور[بحاجة لمصدر] وكان ذلك في لقاء الرئيس مبارك مع المثقفين في معرض الكتاب عام 2005.
اعتقل لمدة شهر سنة 1989 بسبب توقيعه على بيان حقوقي يدين اقتحام قوات الأمن مصنع الحديد والصلب وإطلاق النار على العاملين فيه. يوصف السعيد عادة بأنه يساري الفكر، إلا أنه يصف نفسه بأنه «ليبرالي بين اليساريين، ويساري بين الليبراليين».
شغل منصب رئيس تحرير صحيفة البديل منذ صدورها في 2007 إلى أن استقال منه في أكتوبر 2008.
توفي في القاهرة في 10 أكتوبر 2009 بعد صراع مع المرض.

## حياته
وُلد محمد السيد سعيد في 28 يونيو 1950 بمدينة بورسعيد وسط ثلاثة أشقاء لأب يعمل بهيئة قناة السويس بينما كانت والدته ربة منزل. وحين التحق بكلية الاقتصاد والعلوم السياسية بجامعة القاهرة عام 1968، انخرط محمد السيد سعيد في الحركة الطلابية، وشارك في مظاهرات الطلاب التي اندلعت في فبراير عام 1968 احتجاجاً على المحاكمات الصورية لقادة سلاح الطيران، والتي تلت هزيمة الخامس من يونيو عام 1967، والتي عُرفت باسم «مذبحة الطيران»، ثم شارك في اعتصام طلاب الجامعة الشهير بقاعة الاحتفالات الكبرى بالجامعة عام 1972 لمطالبة الرئيس المصري الراحل محمد أنور السادات بإعلان الحرب واستعادة الأراضي المصرية المحتلة. كان الرئيس الراحل أنور السادات قد أعلن في بدايات ذلك العام أنّه سيكون عام الحسم في معركة مصر مع العدو الصهيوني، ثم تراجع في وقت لاحق ليطلق عليه اسم عام الضباب.
تخرج محمد السيد سعيد من الجامعة عام 1972 فالتحق بالقوات المسلحة لآداء الخدمة العسكرية، وشارك في حرب أكتوبر عام 1973. وما أن أنهى خدمته العسكرية في عام 1975، حتى التحق بالعمل بمركز الأهرام للدراسات السياسية والإستراتيجية، ثم حصل على درجة الدكتوراة في العلاقات الدولية من جامعة ولاية كارولاينا الشمالية بالولايات المتحدة الأمريكية عام 1984. تزوج محمد السيد سعيد وأنجب إبناً واحداً يدعى مروان.

## مسيرته المهنية
عمل محمد السيد سعيد عقب تخرجه من الجامعة بمجال الصحافة، وكتب بالعديد من الصحف والمجلات المصرية المحلية والدولية، ومن بينها جريدة القاهرة، وجريدة الحياة اللندنية، وجريدة الأهرام ويكلى، وجريدة الأهرام إبدو، وشغل عدداً من المناصب فكان مديراً لمكتب جريدة الأهرام في العاصمة الأمريكية واشنطن عام 2002، ورأس تحرير مجلة رواق عربي، وأسس مجلة أحوال مصرية، ثم أسس جريدة البديل في عام 2007 ورأس تحريرها حتى استقال من منصبه في أكتوبر من عام 2008.
أسس محمد السيد سعيد المنظمة المصرية لحقوق الإنسان، وعمل مستشارا أكاديميا لمركز القاهرة لدراسات حقوق الإنسان، كما انضم إلى الحركة المصرية من أجل التغيير والتي عُرفت باسم حركة كفاية فور تأسيسها في عام 2004، والتي تأسست احتجاجاً على سياسات نظام الرئيس المصري الأسبق محمد حسني مبارك، واعتزامه توريث الحكم لنجله جمال مبارك.
وفي واحد من مواقفه الشهيرة، التقى محمد السيد سعيد بالرئيس الأسبق مبارك عام 2005 بمعرض القاهرة الدولي للكتاب خلال أحد اللقاءات التي كان يجريها مبارك مع الصحفيين والمثقفين، وطالبه بدستور جديد يضمن تداول السلطة ولا يجعلها مطلقة في يد الرئيس، ودار بينهما مناقشة طويلة، وفي اليوم التالي أبلغ أحد موظفي هيئة معرض الكتاب الدكتور محمد السيد سعيد بأن كل نشاطاته في المعرض قد ألغيت.

## اعتقاله
تعرض محمد السيد سعيد للاعتقال لمدة شهر عام 1989 عقب توقيعه على بيان حقوقي يدين اقتحام قوات الأمن المصرية لأحد مصانع الحديد والصلب المصرية، وإطلاق النار على العاملين بالمصنع لفض اعتصامهم.

## كتاباته ومؤلفاته
ألف محمد السيد سعيد العديد من المؤلفات إلى جانب العديد من الدراسات والأبحاث حول حقوق الإنسان والديمقراطية وحرية الصحافة والعديد من القضايا السياسية والاقتصادية الأخرى، وفيما يلي نذكر عدداً من أهم هذه المؤلفات والدراسات:

### المؤلفات
- الشركات متعددة الجنسية وآثارها الاقتصادية والاجتماعية والسياسية: صدر عام 1978 عن الهيئة المصرية العامة للكتاب بالقاهرة.[6]
- الشركات عابرة القومية ومستقبل الظاهرة القومية: صدر عام 1986 عن المجلس الوطني للثقافة والفنون والآداب بالكويت ضمن سلسلة عالم المعرفة.[7]
- مستقبل النظام العربي بعد أزمة الخليج: صدر عام 1992 عن المجلس الوطني للثقافة والفنون والآداب بالكويت ضمن سلسلة عالم المعرفة.[8]
- النظام العالمي الجديد: كتبه بالاشتراك مع الدكتور حسن نافعة، وجمال زهران، ونهى المكاوي، وطه عبد العليم، ومحمد عز الدين عبد المنعم، ومحمد السيد سليم، وهالة سعودي، وعبد المنعم المشاط، وودودة بدران، وصدر عام 1994.[9]
- حرية الصحافة من منظور حقوق الإنسان: صدر عام 1995 عن مركز القاهرة لدراسات حقوق الإنسان.[10]
- اشكاليات التعثر الديمقراطى في الوطن العربى: صدر عام 1997 عن مركز القاهرة لدراسات حقوق الإنسان.[11]
- مقدمة لفهم منظومة حقوق الإنسان: صدر عام 1997 عن مركز القاهرة لدراسات حقوق الإنسان.[12]
- حكمة المصريين: صدر عام 1999 عن مركز القاهرة لدراسات حقوق الإنسان.[13]
- رجال الأعمال والديمقراطية وحقوق الإنسان: صدر عام 2001 عن مركز القاهرة لدراسات حقوق الإنسان.[14]
- مناهضة ختان البنات: صدر عن المجلس القومي للأمومة والطفولة بالقاهرة.[15]
- الانتقال الديمقراطي المحتجز في مصر: صدر عام 2006 عن دار ميريت للطباعة والنشر والتوزيع بالقاهرة.[16][17]
- حقوقنا الآن وليس غداً: المواثيق الأساسية لحقوق الإنسان: كتبه بالاشتراك مع بهي الدين حسن، وصدر عام 2003 عن مركز القاهرة لدراسات حقوق الإنسان، ويضم الكتاب المواثيق الدولية الأساسية لحقوق الإنسان واتفاقيات حقوق المرأة ومناهضة التمييز التي اعتمدها المجتمع الدولي، حتى وقت صدور الكتاب مثل الإعلان العالمي لحقوق الإنسان، والعهد الدولي للحقوق المدنية والسياسية، والعهد الدولي للحقوق الاقتصادية والاجتماعية والثقافية، والبرتوكولات الاختيارية الملحقة بها.[18]
- الاحتلال الأمريكي للعراق.. رؤية مصرية: صدر عام 2005.[19]
- علي مبارك رائد التحديث في مصر: صدر عام 2008.[20]

### الدراسات والأبحاث
- التمييز الرمزى بين بناء الأمم وتحطيمها: بحث قُدّم خلال مؤتمر المواطنة الذي نظمته جماعة مصريين ضد التمييز الدينى في إبريل عام 2008.

## التكريمات والجوائز
حظي محمد السيد سعيد بتكريم العديد من الجهات محلياً وعربياً، وحصل على عدة جوائز من أهمها:
- جائزة التفوق في العلوم الاجتماعية عام 1995.

## وفاته
أصيب محمد السيد سعيد بمرض السرطان، وأصدرت الحكومة الفرنسية قراراً بعلاجه على نفقتها بأحد مراكز العلاج بفرنسا في أبريل 2009، ثم عاد إلى مصر حين تدهورت حالته الصحية، وتوفي بالقاهرة في 10 أكتوبر 2009، ودفن بمسقط رأسه بمدينة بورسعيد.
نعت جريدة الأهرام الكاتب والصحفي محمد السيد سعيد في صفحتها الأولى، كما نعاه كبار الكُتّاب بالجريدة مثل رفعت السعيد، وعلى الدين هلال، ومصطفى الفقى، والسيد ياسين، وعبد العظيم درويش، ووحيد عبد المجيد، وخصصت مجلة رواق عربي عددها الثالث والخمسين لعام 2010 بالكامل لرثاءً مؤسسها ورئيس تحريرها محمد السيد سعيد.

## كُتب عنه
- المشروع الفكرى لمحمد السيد سعيد: للكاتب والصحفي أحمد المنيسي